# Galán (cimbálová muzika)
Cimbálová muzika Galán vznikla na jaře roku 2010 ze studentů hodonínského gymnázia. Muzika se svou tvorbou zaměřuje převážně na svou rodnou oblast Moravského Slovácka - Podluží. Základem cimbálové muziky je tradiční šestičlenné nástrojové obsazení.

## Historie
Na podzim roku 2008 na Gymnáziu v Hodoníně započali studium budoucí zakladatelé muziky Vojtěch Hodes a Zbyněk Němeček. Zbyněk Němeček již několik let sbíral zkušenosti jako klarinetista v dětské cimbálové muzice, ale Vojtěch Hodes se s folklórem teprve seznamoval. Na gymnáziu již dříve cimbálová muzika byla a v aule školy se vyskytoval dokonce cimbál s kontrabasem. K založení je ponoukl Mgr. Josef Ilčík, místní učitel hudební výchovy. Spolu s dalšími spolužáky (Martin Novák, Jakub Ambrozek, Martin Holinka, Pavel Zigáček a další) začali dávat dohromady muzikantské uskupení, ze kterého časem vznikla cimbálka, které se říkalo "Pěsnička". Netrvalo však dlouho a muzika se rozpadla.
Na jaře roku 2010 se ze zbytku rozpadlé muziky stali potulní muzikanti. Impulsem pro nový začátek byla zpráva, že se cimbalista a kontrabasista František Kobzík rozhodl odejít z jiné muziky. František Kobzík byl osloven na post basisty a uměleckého vedoucího pro své bohaté zkušenosti. Tak vznikla "Cimbálová muzika Galán", jejímiž zakládajícími členy byli Zbyněk Němeček, Vojtěch Hodes, Martin Holinka, František Kobzík, Jan Klubus a Jiří Loveček.
Časem se František Kobzík rozhodl odejít do jiného tělesa, kde mu byl nabídnut post cimbalisty. Jeho post byl obsazen kontrabasistou z Hodonína Vojtěchem Maradou. Ten však jako student konzervatoře a úspěšný hudebník byl velmi časově vytěžován profesionálními orchestry a na cimbálku mu nezbýval čas. Nakonec ho nahradil basista Milan Maláník. Změny v obsazení se nevyhnuly ani postu cimbalisty, který byl nahrazen Jakubem Šíblem z Němčiček.

## Tvorba
Cimbálová muzika Galán se svým původem řadí do kraje Podluží, který je znám řadou lidových umělců, zpěváků a muzikantů. K tomuto odkazu se hrdě hlásí a svou tvorbu také na tento kraj zaměřuje. Muzika se ale také učí písním z mnoha jiných regionů (Slovensko, Maďarsko), aby její repertoár byl bohatý a zajímavý. Cílem, kterého se snaží Galán dosáhnout, je nabízet lidovou hudbu na vysoké úrovni, tak aby byla pro posluchače atraktivní, ale stále si zachovávala alespoň zlomek autentičnosti a nebyla przněna nepatřičnými soudobými prvky.

## Vystoupení
V současné době cimbálová muzika Galán hraje na různých veřejných i neveřejných akcích. Pravidelně hraje narozeninové oslavy, svatby, plesy, hodové zábavy, košty vína, firemní večírky, folklórní festivaly, koncerty apod.
Cimbálka spolupracuje často s různými folklórními soubory (FK Pohárek, FS Svéráz, FS Dubina), doprovází pěvecké sbory, sólisty a verbíře.
Pravidelně reprezentuje město Hodonín v jejích partnerských městech: Vignola (Itálie), Jaslo (Polsko), Trebišov (Slovensko).

## Členové

### Současní členové
- Vojtěch Hodes - housle prim - Hodonín
- Martin Holinka - housle terc - Hodonín
- Zbyněk Němeček - klarinet - Prušánky
- Milan Maláník - kontrabas - Velké Bílovice
- Jiří Loveček - violová kontra - Ratíškovice
- David Výlet - cimbál - Svatobořice-Mistřín

### Bývalí členové
- František Kobzík - cimbál, kontrabas - Týnec
- Jan Klubus - cimbál - Dolní Bojanovice
- Vojtěch Marada - kontrabas - Hodonín
- Jakub Šíbl - cimbál - Němčičky